# جک استورگز
جک استورگز (انگلیسی: Jock Sturges؛ زادهٔ ۱ ژانویهٔ ۱۹۴۷) عکاس اهل ایالات متحده آمریکا است.